# Leiocopa
De Leiocopa is een infraorde van uitgestorven kreeftachtigen uit de klasse van de Ostracoda (mosselkreeftjes).